# NGC 1284
NGC 1284 je galaksija u zviježđu Eridan.

## Vanjske poveznice
- SEDS: NGC 1284